# Europejska Szkoła Administracji
Europejska Szkoła Administracji (ang. European Administrative School, wł. Scuola Europea Di Amministrazione) – oficjalny skrót: EAS – została utworzona 26 stycznia 2005 r., jako specyficzny rodzaj szkoły, będący odrębną, europejską akademią dyplomatyczną. Rolą ESA jest organizowanie szkoleń z wykorzystaniem sieci współpracujących ze sobą krajowych akademii dyplomatycznych.

## Podstawa prawna i historia szkoły
Powołana na podstawie Decyzji Sekretarzy Generalnych Parlamentu Europejskiego, Rady, Komisji, Sekretarza Trybunału Sprawiedliwości, Sekretarzy Generalnych Trybunału Obrachunkowego, Europejskiego Komitetu Ekonomiczno-Społecznego, Komitetu Regionów i Przedstawiciela Europejskiego Rzecznika Praw Obywatelskich w sprawie organizacji i działania Europejskiej Szkoły Administracji z 26 stycznia 2005 r. (2005/119/WE, OJ L37/17 z 10.02.2005).
ESA w powiązaniu z Europejską Służbą Działań Dyplomatycznych (ESDZ) Unii Europejskiej stanowić ma w przyszłości swego rodzaju interinstytucjonalną jednostkę koordynującą proces szkoleń dla poszczególnych dyplomatów, funkcjonariuszy europejskich instytucji unijnych.
Jednym z celów Szkoły jest przekazywanie wspólnych wartości instytucjom wspólnotowym, co świadczy o ambicjach integracyjnych wobec tzw. unijnego korpusu urzędniczego.
Formuła Szkoły i jej geneza sięga jeszcze roku 2000, kiedy rozpoczęto głębsze doświadczenia z prowadzenia szkoleń dla całego korpusu urzędniczego Unii Europejskiej, przez Wiceprzewodniczącego Komisji UE – Neila Kinnocka.

## Siedziba
Europejska Szkoła Administracji posiada obecnie (stan na 2010 r.) dwa oddziały:
- w Brukseli (Rue De Mot),
- pozostałe w Luksemburgu (bâtiment Drosbach).

## Organizacja Europejskiej Szkoły Administracji
ESA gotowość organizacyjną do szkolenia osiągnęła już 10 lutego 2005 r.
Organizacyjnie ta instytucja naukowo-szkoleniowa podzielona jest na dwa piony, zajmujące się:
1. projektowaniem i wdrażaniem systemów szkoleń;
2. planowaniem i organizacją treningów.

## Organy szkoły
- Dyrektor ESA: wcześniej David Walker (10 II 2005 – nadal)
- Zastępca Dyrektora (asystent): Gabriele Hoelbl (10 II 2005 – nadal)
- Kierownik Sekretariatu: Naima Ammama
- Pełnomocnik ds. Informacji i Współpracy w ramach Programu UE – Erasmus: Natalia Paquot-Witczak

Zespół Planowania i Organizacji:
Podzespół luksemburski:
Zespół ds. Rozwoju:

## Cele i zadania ESA
Za swe pierwsze zadanie obrała przeprowadzenie szkoleń w określonych obszarach dla członków sztabu Unii. Kursy szkoły mają charakter otwarty dla urzędników/pracowników wszystkich instytucji unijnych. Dzięki temu ESA pomaga i przyczynia się do rozciągnięcia wspólnych wartości, promując lepsze zrozumienie prawa europejskiego wśród sztabu urzędniczego UE. Dzięki szkoleniom Szkoła ma także powodować wzrost osiągnięć w zakresie rozwoju gospodarczego w skali makro. Szkolenia unijnych dyplomatów odbywają się w ścisłej współpracy, w grupach treningowych (szkoleniowych) wszystkich instytucji UE, a to dlatego, by uniknąć sytuacji powtarzania tych samych szkoleń przez poszczególnych urzędników.
Zakres działalności ESA to:
- szkolenia dla nowych pracowników,
- szkolenia w zakresie podstawowych umiejętności w miejscu pracy,
- szkolenia w zakresie zarządzania i rozwoju zdolności przywódczych,
- warsztaty dotyczące dobrego samopoczucia,
- roczny obowiązkowy program szkoleń dla około 80 pracowników na stanowiskach asystenckich w instytucjach UE,
- krótkie wizyty studyjne dla nowo zatrudnionych pracowników krajowej administracji publicznej z krajów UE odpowiedzialnych za sprawy europejskie w ramach programu Erasmus dla administracji publicznej.

Wszystkie programy nauczania i treningi Szkoły skupiają się na umiejętnościach, poglądach, stanowiskach i zachowaniach ponieważ te są cenione i niezbędne, bez względu z jakiej instytucji wywodzi się szkolony urzędnik. Programy szkoleniowe mają być również bardzo praktyczne w odniesieniu do poszczególnych odbiorców, gdyż preferowane jest efektywne przekazywanie nauki i treści szkoleń (wiedzy praktycznej) ze względu na miejsce pracy szkolonego urzędnika. Poszczególni urzędnicy wówczas zdobytą wiedzę mają wprost wykorzystywać w największym stopniu w doświadczeniu zawodowym i swej pracy.
Reasumując, ESA przede wszystkim w swej roli ma dostarczać jak najwięcej potrzebnej do wykorzystania wiedzy praktycznej – dopasowanej wręcz "na zamówienie", "szytej na miarę" (ang. tailor-made) dla indywidualnego urzędnika unijnych instytucji czy agencji UE.

## Informacje dodatkowe
EAS jest aktywnym członkiem sieci Dyrekcji Instytutów i Szkół Administracji Publicznej (ang. Directors of Institutes and Schools of Public Administration, DISPA). A ze względu na nowatorskie podejście do szkoleń, treningów i rozwoju Szkoła wywołała sobą spore zainteresowanie.